# La piloto
La piloto é uma série de televisão estadounidense produzida por W Studios em colaboração com Lemón Films e foi  exibida para a Univisión de 7 de março e 26 de junho de 2017, substituindo El color de la pasión e sendo substituída por Rosario Tijeras. Já no México foi exibida pelo Las Estrellas de 22 de maio e 20 de agosto de 2017, substituindo La doble vida de Estela Carrillo e sendo substituída por Hoy voy a cambiar.
No México, a segunda temporada foi exibida pelo Las Estrellas de 18 de junho a 7 de outubro de 2018, substituindo Por amar sin ley e sendo substituída por Sin miedo a la verdad. Já nos Estados Unidos, a segunda temporada foi exibida pelo Univisión de 29 de julho a 19 de outubro de 2018, substituindo Por amar sin ley sendo substituída por Amar a muerte.
É protagonizada por Livia Brito, Arap Bethke e Juan Colucho e antagonizada por María Fernanda Yepes e Alejandro Nones.

## Sinopse

### Primeira Temporada
A Piloto conta a história de Yolanda Cadena (Livia Brito), que consegue seu sonho de pilotar aviões, mas termina transportando drogas através do México, Colômbia e América Central. John Lucio (Arap Bethke), seu noivo e ex-instrutor de voo, a trai para evitar ir à prisão. A sede de vingança de Yolanda, em última instância, a motiva a procurar o controle do negócio do narcotráfico.

### Segunda Temporada
Yolanda alcançou seus sonhos e felicidade, junto com sua família e amigos. Quatro anos depois de ser exonerada e admitida no programa de testemunhas protegidas, Yolanda realizou seu sonho de ser piloto como capitã da companhia aérea US-FLY. Agora, ela deseja ser uma mãe e esposa exemplar; está prestes a se casar e adotar Arley Jr, filho de Amanda. Tudo parece correr bem, mas há inimigos do passado que o tornarão praticamente impossível. Eles não perdoam, eles retornam para liquidar dívidas e perturbar sua vida tranquila novamente.

## Elenco
- Livia Brito - Yolanda Cadena Lesmes
- Arap Bethke - John Lucio
- Juan Colucho - Dave Mejía / Alberto Díaz
- María Fernanda Yepes - Zulima Montes
- Alejandro Nones - Óscar Lucio
- Macarena Achaga - Olivia Nieves
- María de la Fuente - Mónica Ortega
- Verónica Montes - Lizbeth Álvarez
- Natasha Domínguez - Amanda Cuadrado
- María Fernanda García - Estella Lesmes Vda. de Cadena y Vda. de Calle
- Mauricio Aspe - Arley Mena
- Stephanie Salas - Rosalba Cadena
- Tommy Vásquez - Coronel Arnoldo Santamaría
- Arturo Barba - Zeki Yilmaz
- Gerardo Murguía - Jorge Sinisterra
- Shalim Ortiz - Dean Simpson
- Marcelo Buquet - Omar Nieves
- Demián Kalach - Pedro Ayala "El Capi"
- Julián Sedgwick - Joseph Montgomery
- Andrés Delgado - Cristian Nieves
- Antonio de la Vega - Ramón Cadena
- Fermín Martínez - Ernesto Calle
- Mar Zamora - Cindy
- Adrián Ghar - Sicario de los Lucio
- Rafael Nieves - Agente de la DEA
- Darío Ripoll - Eladio "El Bochas"
- Roberto Wohlmuth - Coco
- Alejandro García - Raúl Argüelles
- Rolando Brito - Capitán Argüelles
- César Valdivia - Eliezer Blanco "Cañengo"
- Octavio Hinojosa - Agente Rincón
- Cecilia Ponce - Margot Vda. de Nieves
- Nico Galán - Wilmer Aguilar Terán
- Francisco Angelini - Roberto
- David Palacio - Alberto Rubio
- Ivana de María - Paula
- Carlos Ramírez Ruelas - Sicario de Eladio
- Flora Fernández - Flor
- César Urena - Sicario de los Lucio
- Jean Paul Leroux - Vergara
- Sebastián González - Jason Reyes
- Cristina Campuzano - Teresa
- Germán de Greiff - Castro
- David Negrete Ornelas - Calimañolo
- Isadora González - Joanna
- Alejandro Peraza - Viceprocurador Benavides
- Ludwika Santoyo - Estefanía, hija de Benavides
- Hannibal Yesbel - Capitán Garrido
- Rodrigo Massa - Aldo Tapia
- José Andrés Mojica - Lic. Bautista
- Irene Arcila - Carmen, madre de Cindy
- Tatiana de los Ríos - Aliada de Sinisterra
- Luismi Elizondo - Hombre del Cártel de las Sombras
- Juliana Galvis - Amparo Ruiz

## Audiência

### Primeira Temporada
Foi a última série/novela da Televisa a ser medida em termos de pontos, a partir de sua sucessora a audiência ja passou a ser divulgada por milhões de pessoas. 
Em sua primeira semana marcou 15 pontos, índices considerado péssimo para o horário. Sua última semana marcou recorde de 17 pontos, mas ficando abaixo da meta. Sua média geral marcou 16 pontos, sendo considera um fracasso.

### Segunda Temporada
Em sua segunda temporada, sendo medida de outra forma, agora por milhões de pessoas. Estreou com 3.0 milhões, sendo seu recorde até então. Ao longo dos seus 81 capítulos, ficou entre 2.0/2.9 milhões de telespectadores. Finalizou com 2.7 milhões telespectadores. Sua média geral foi 2.6 milhões de telespectadores, índice considerado razoável pela emissora.